# Katedra Opieki Najświętszej Maryi Panny w Radomiu

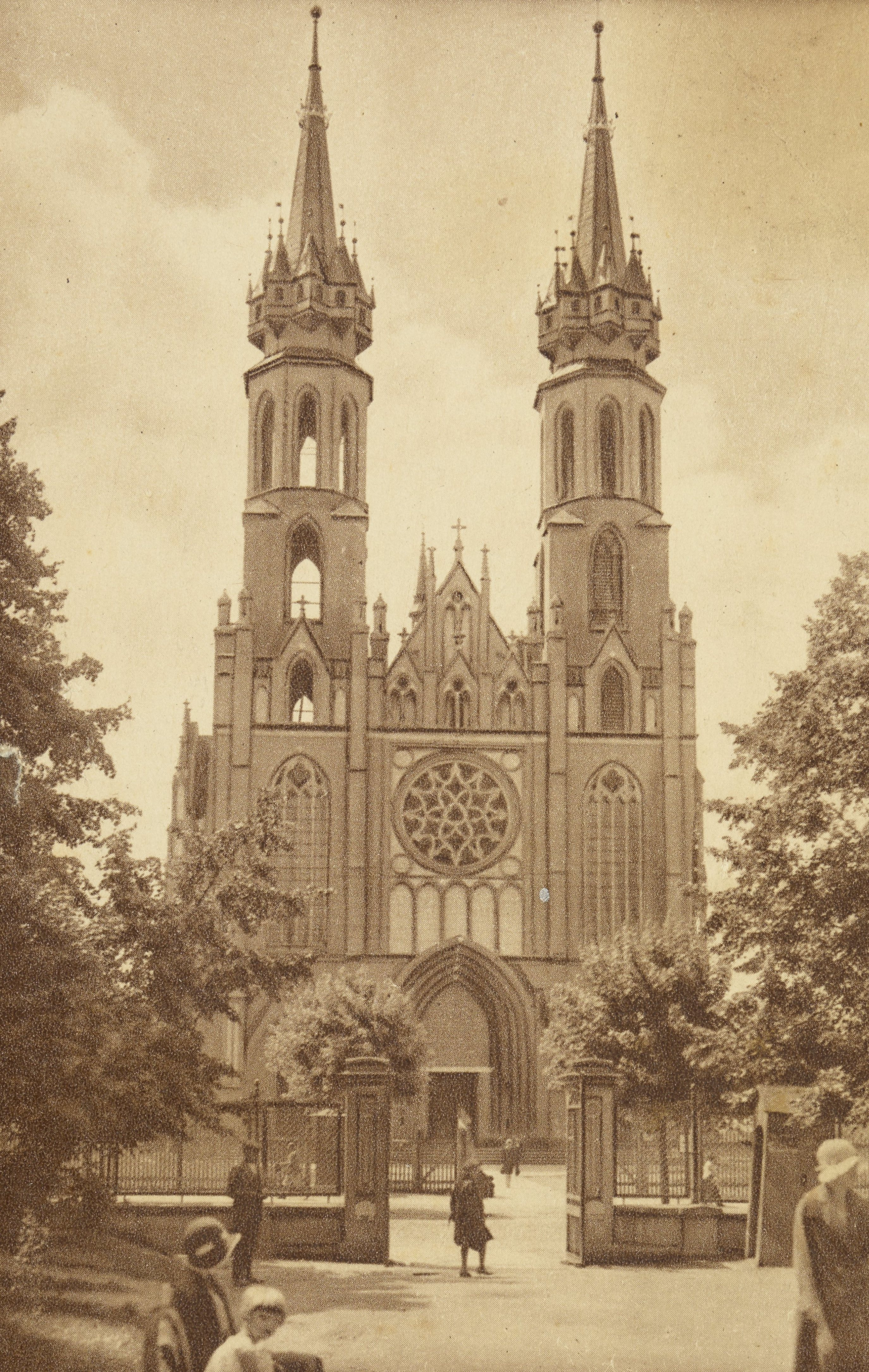
Widok kościoła przed 1926

Katedra pw. Opieki Najświętszej Maryi Panny w Radomiu – neogotycka świątynia znajdująca się przy ulicy Henryka Sienkiewicza 16 w Radomiu. Zbudowana w latach 1894–1911 według projektu Józefa Piusa Dziekońskiego. W 1981 r. ustanowiona konkatedrą diecezji sandomierskiej-radomskiej, zaś 25 marca 1992 r. – katedrą diecezji radomskiej. Jest kościołem parafii Opieki NMP. Obiekt jest częścią szlaku turystycznego Zabytki Radomia.

## Historia
Po kasacji Kolegium Pijarów w roku 1864 w Radomiu dla użytku wiernych pozostały jedynie dwa kościoły: parafiany Kościół św. Jana Chrzciciela w Radomiu (fara) i pobernardyński kościół filialny św. Katarzyny. Gdy latach 1863–1864 kościół św. Jana został zamknięty ze względu na remont, kościół św. Katarzyny, mogący pomieścić jedynie 1 tys. wiernych przestał być wystarczający dla ponad 80 tys. społeczności.
W roku 1873 biskup diecezji sandomierskiej Józef Juszyński wystosował pismo do władz carskich z prośbą o zgodę na budowę nowego kościoła. Na zlecenie księdza infułata Józefa Urbańskiego, proboszcza radomskiej fary powstały 2 projekty kościoła w wykonaniu architekta Antoniego Wąsowskiego. Rozpoczęto nawet zbieranie składek na budowę (Kronika Radomska zanotowała, że w roku 1886 Zdzisław Szemianowski złożył pierwszą ofiarę na nowy kościół w Radomiu w kwocie 5 rubli), jednak zgody władz nie uzyskano. W 1895 powstał Komitet Obywatelski, który miał zadanie zbierania ofiar na nowy kościół. W 1890 „Gazeta Radomska” zamieściła artykuł proboszcza Józefa Urbańskiego, który tłumacząc potrzebę budowy nowej świątyni, zachęcał do składania ofiar. Sam deklarował złożenie na ten cel 1000 rubli. Po tym apelu zaczęły napływać ofiary od kolejarzy oraz innych ofiarodawców. W roku 1896 zlecono architektowi z Warszawy prof. Józefowi Piusowi Dziekońskiemu przygotowanie projektu nowego kościoła.
W 1898 otrzymano zgodę na budowę nowego kościoła w Radomiu. Wiosną następnego roku rozpoczęto prace przy fundamentach świątyni, które 14 września 1899 poświęcił biskup Antoni Franciszek Sotkiewicz. Od 1900 na budowie prowadzono prace murarskie. W 1906 przed budującym się kościołem odprawiono mszę polową, której przewodniczył ksiądz Marian Józef Ryx, późniejszy biskup sandomierski. W 22 listopada 1908 kościół poświęcił proboszcz parafii farnej ks. kan. Piotr Górski, gdyż stolica biskupia wakowała po śmierci biskupa Stefana Zawierowicza.
W 1909 zawieszono w prawej wieży trzy dzwony: największy św. Michał, średni św. Józef i mały św. Piotr. Otynkowano nawę główną, transept i zamontowano ołtarz główny.
W 1911 doprowadzono kościół do stanu surowego, odprawiano nabożeństwa i msze święte, mimo małej liczby ławek, okien witrażowych zabitych drewnem itp.
W 1913 zamontowano 23-głosowe organy wykonane przez firmę Stanisława Jagodzińskiego. W 1916 wmurowano w boczny ołtarz przy prawej nawie tablicę poświęconą śp. Henrykowi Sienkiewiczowi. Zasadnicze prace we wnętrzu kościoła ukończono w 1918.
W 1936 roku odbyła się konsekracja 5 bocznych ołtarzy przez ks. bpa Pawła Kubickiego.
Podczas II wojny światowej należącą do parafii halę kongresową zamieniono na tymczasowy obóz jeńców wojennych. Niemcy podjęli próbę demontażu i rekwizycji dzwonów kościelnych, jednak grabież ta nie powiodła się. Zdjęto jedynie dzwon z sygnaturki.
Jednocześnie zapoczątkowano w kościele kult Matki Bożej Opiekunki Kościoła, przy której modlono się o wyzwolenie ojczyzny spod hitleryzmu.
11 czerwca 1962 ks. bp Sługa Boży Piotr Gołębiowski konsekrował kościół pod wezwaniem Opieki Najświętszej Maryi Panny.
W 1989 roku zakończono prace we wnętrzu kościoła, dodano nowe tynki, sgraffita i polichromie p. Klaryska z Torunia, dokonano renowacji ołtarzy i wyposażenia oraz częściowej wymiany blachy na dachu. 10 czerwca sprowadzono do Radomia relikwie św. Kazimierza.
4 czerwca 1991 przybył do Radomia papież Jan Paweł II. Po wizycie papieża w konkatedrze pozostały tablice pamiątkowe: tablica w prawej nawie mówiąca o nawiedzeniu katedry przez papieża 4 czerwca 1991, a w lewej nawie tablica poświęcona przez niego przed konkatedrą.
4 czerwca 2008 biskupi Zimowski i Materski poświęcili pomnik Jana Pawła II.

## Architektura
Kościół zbudowano w stylu neogotyckim. Jest trójnawową bazyliką z transeptem o bogato rozczłonkowanej fasadzie, na której dominują rozeta i trzy portale. Projekt nawiązuje do gotyku francuskiego, także poprzez zastosowanie systemu przypór i łuków odporowych. 72-metrowe wieże swym kształtem stanowią odniesienie do wyższej wieży kościoła mariackiego w Krakowie.

## Galeria

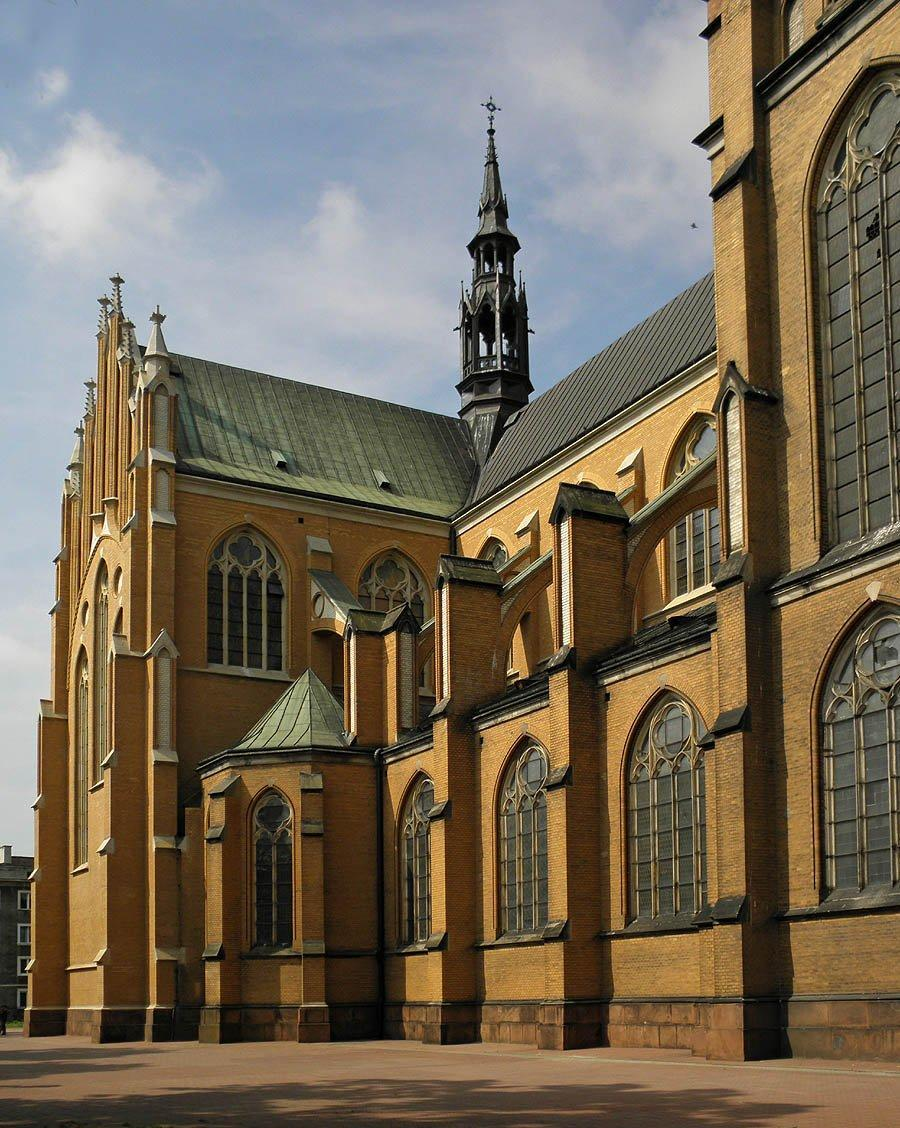
Elewacja wschodnia.
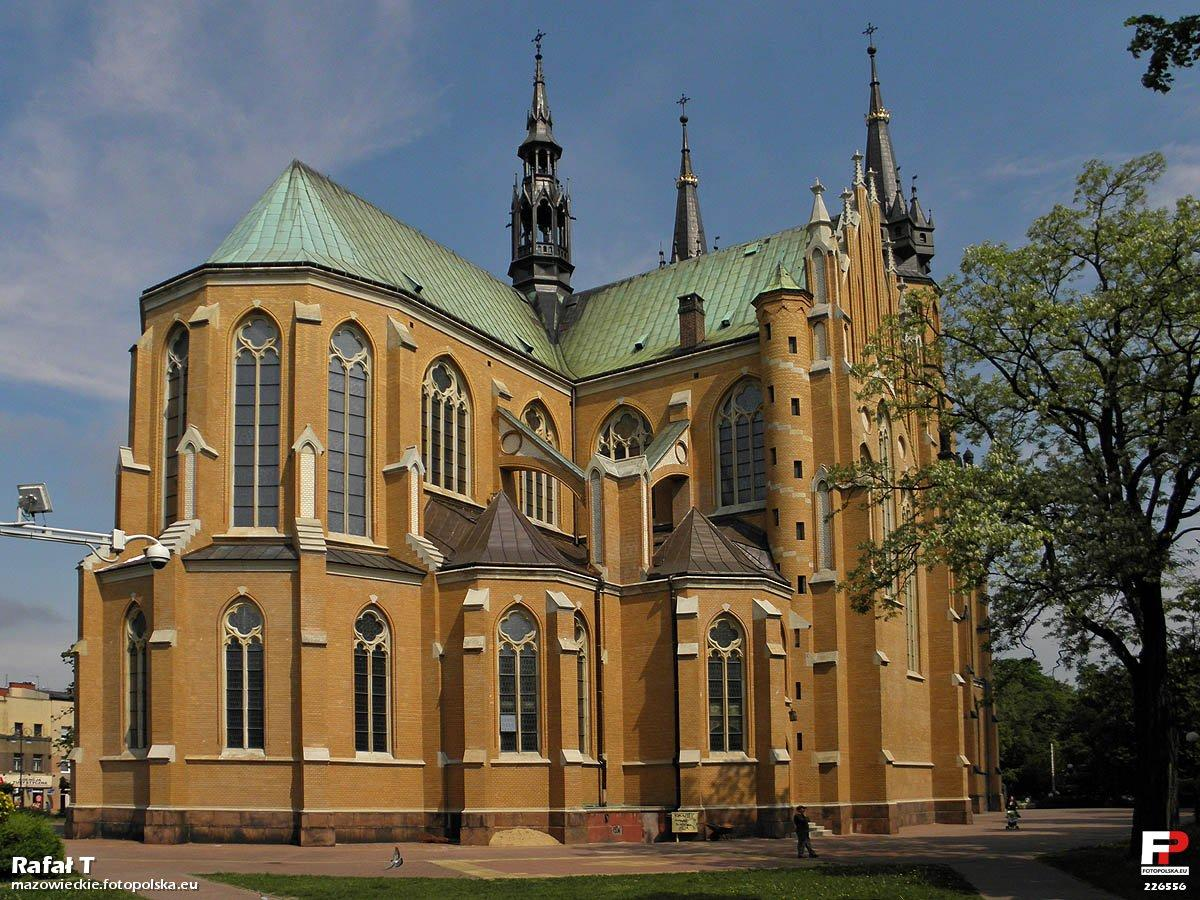
Prezbiterium – widok od strony południowej.
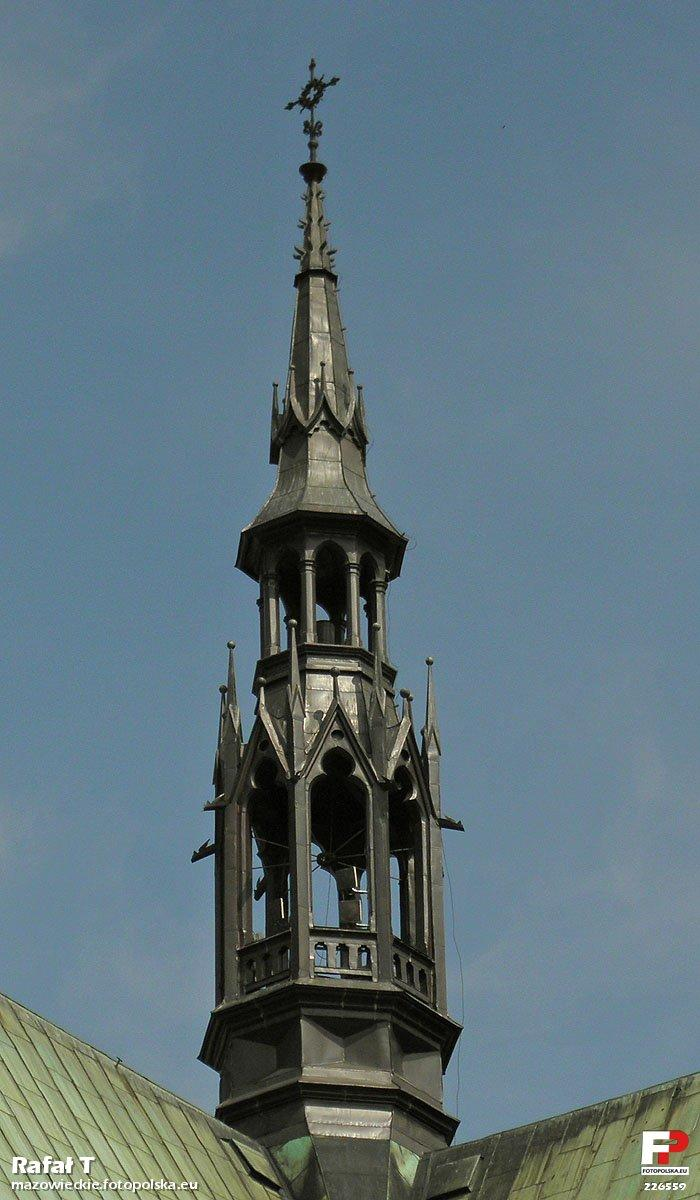
Sygnaturka.
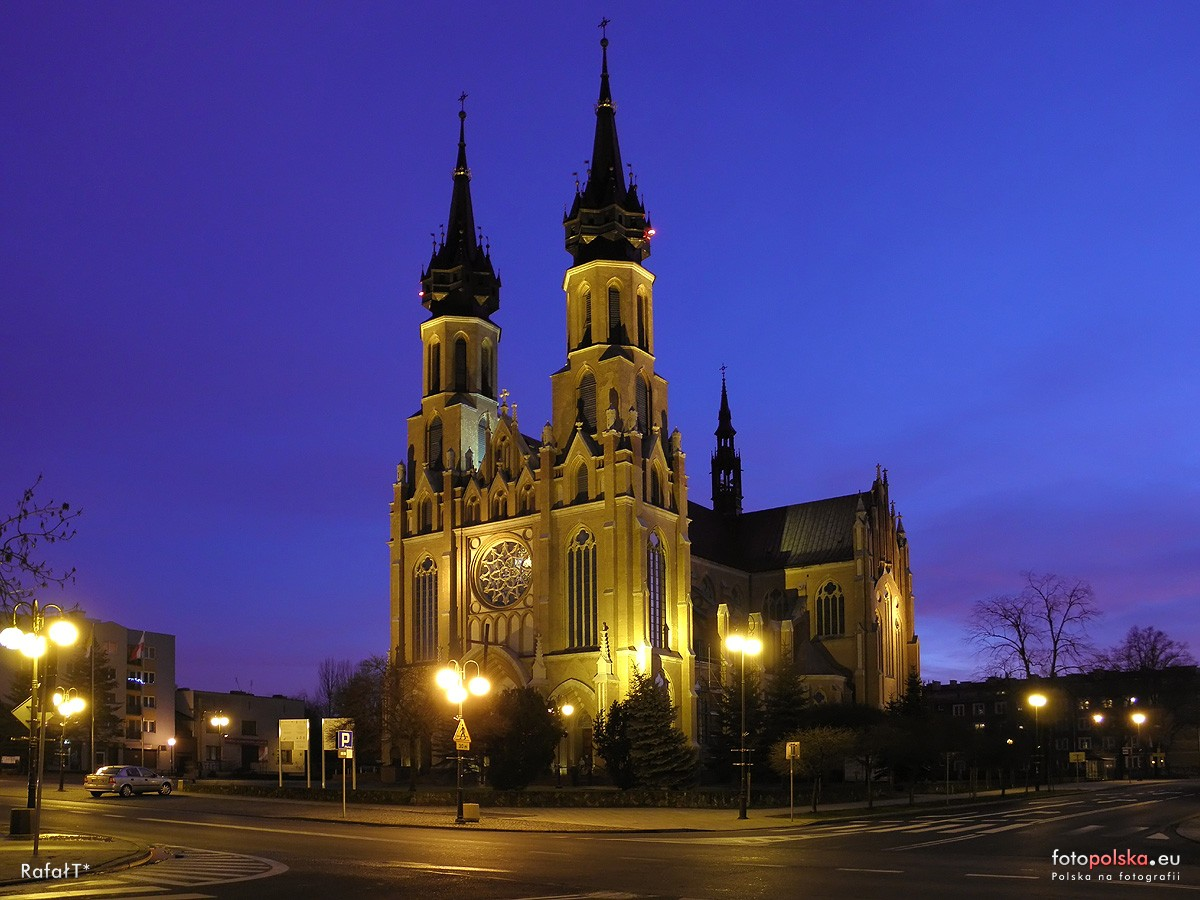
Elewacja północna.
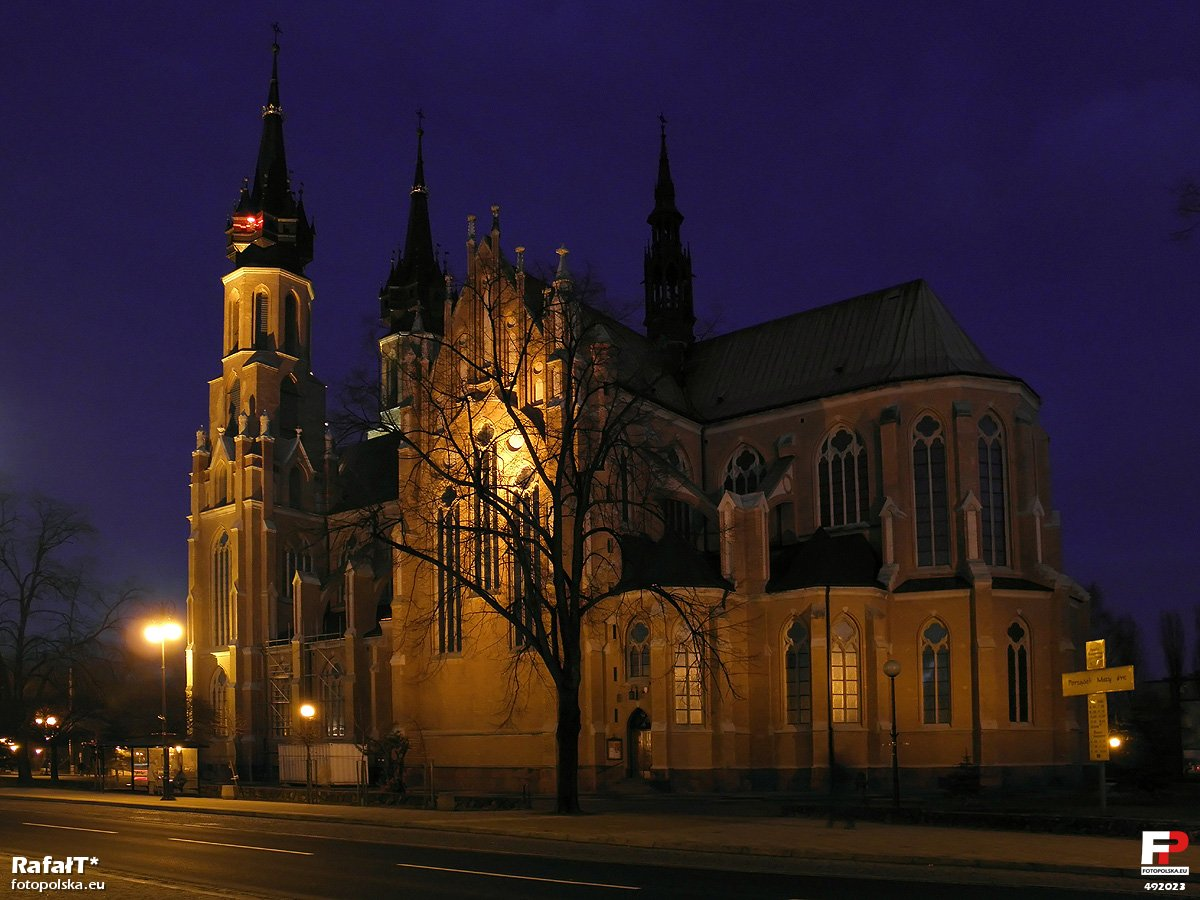
Elewacja zachodnia.
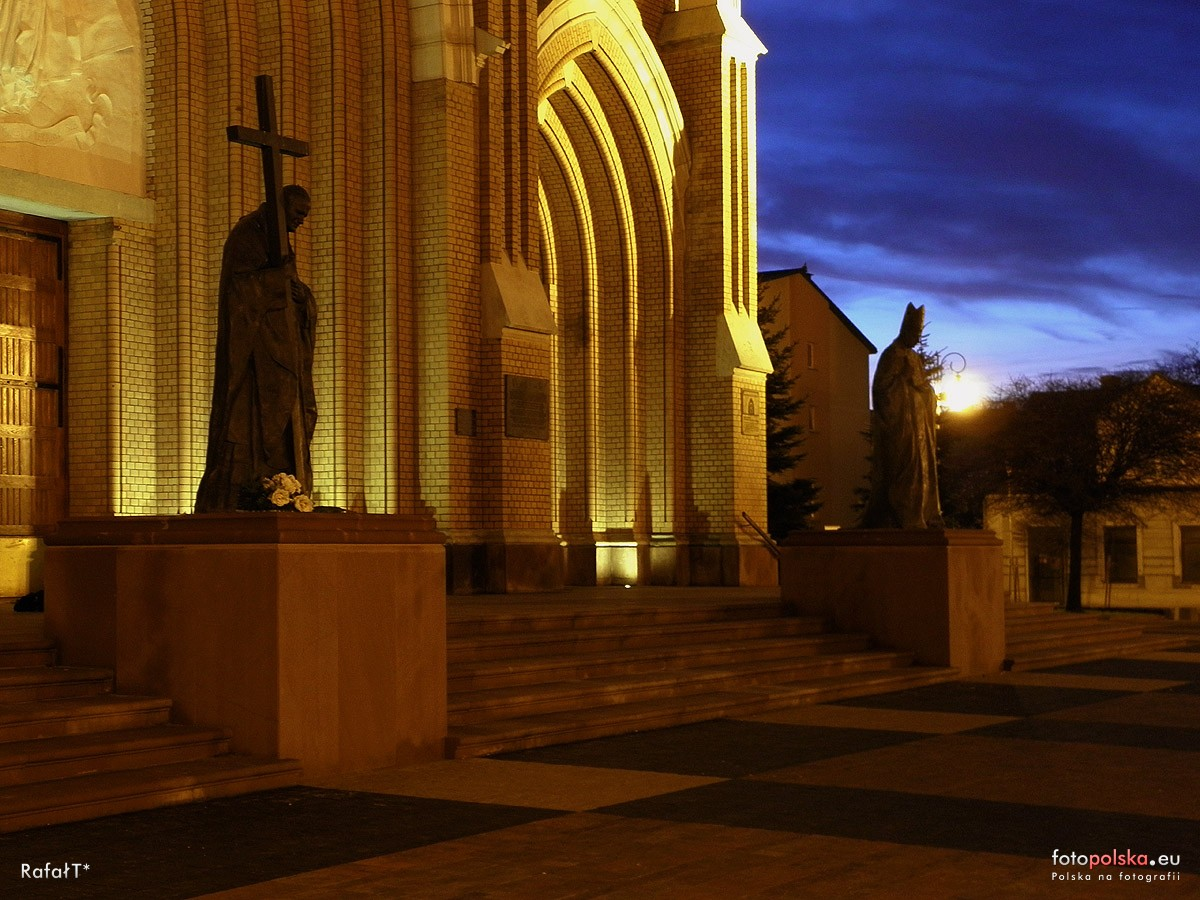
Pomniki papieża Jana Pawła II i kardynała Stefana Wyszyńskiego umieszczone przed wejściem.
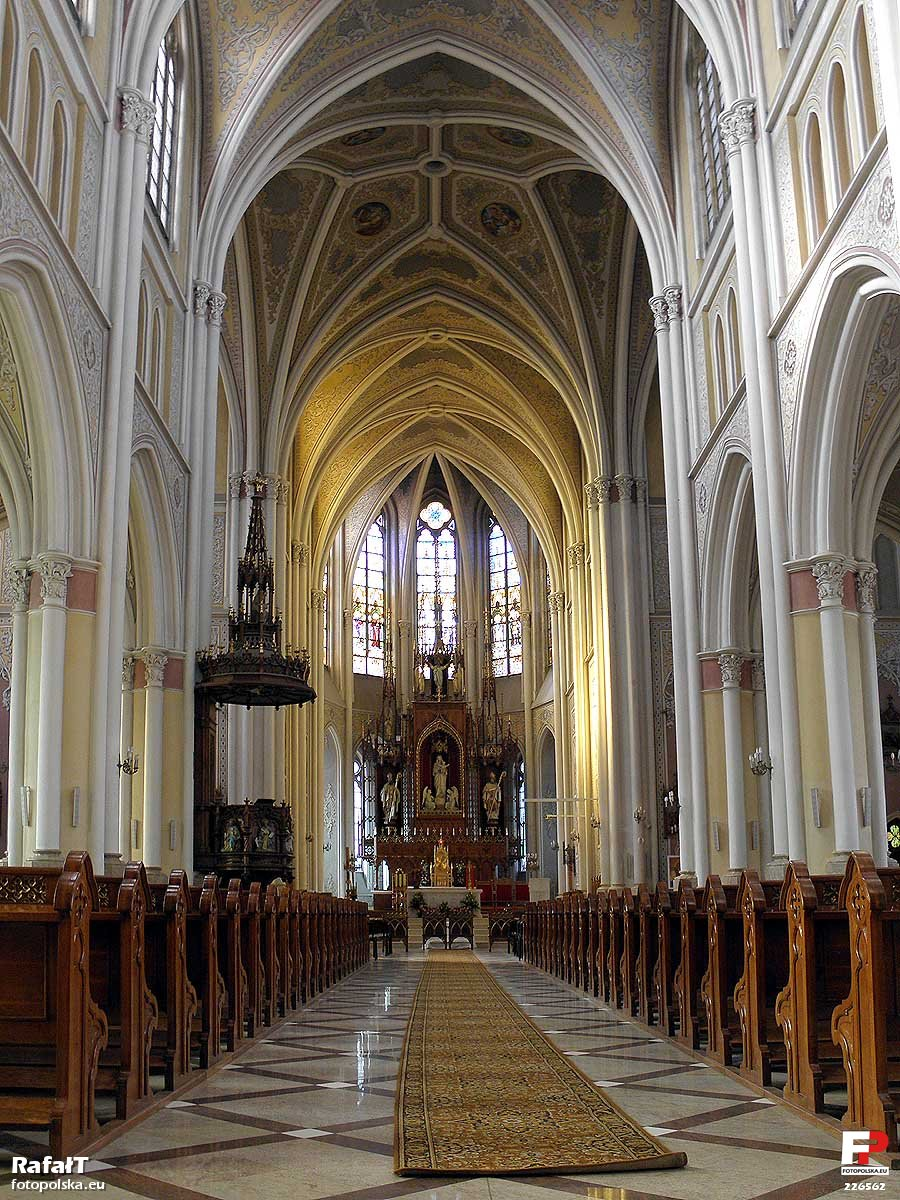
Nawa główna z ołtarzem głównym.
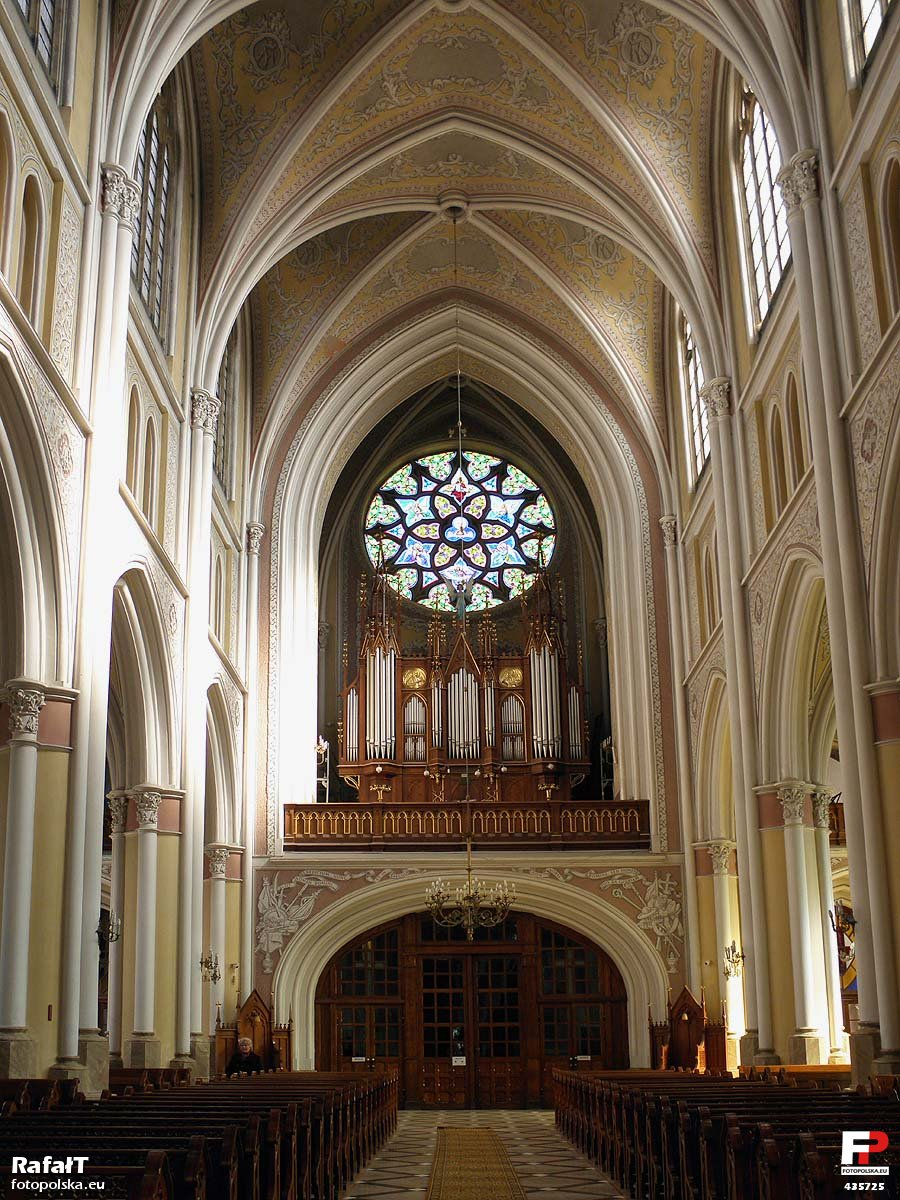
Nawa główna z prospektem organowym.
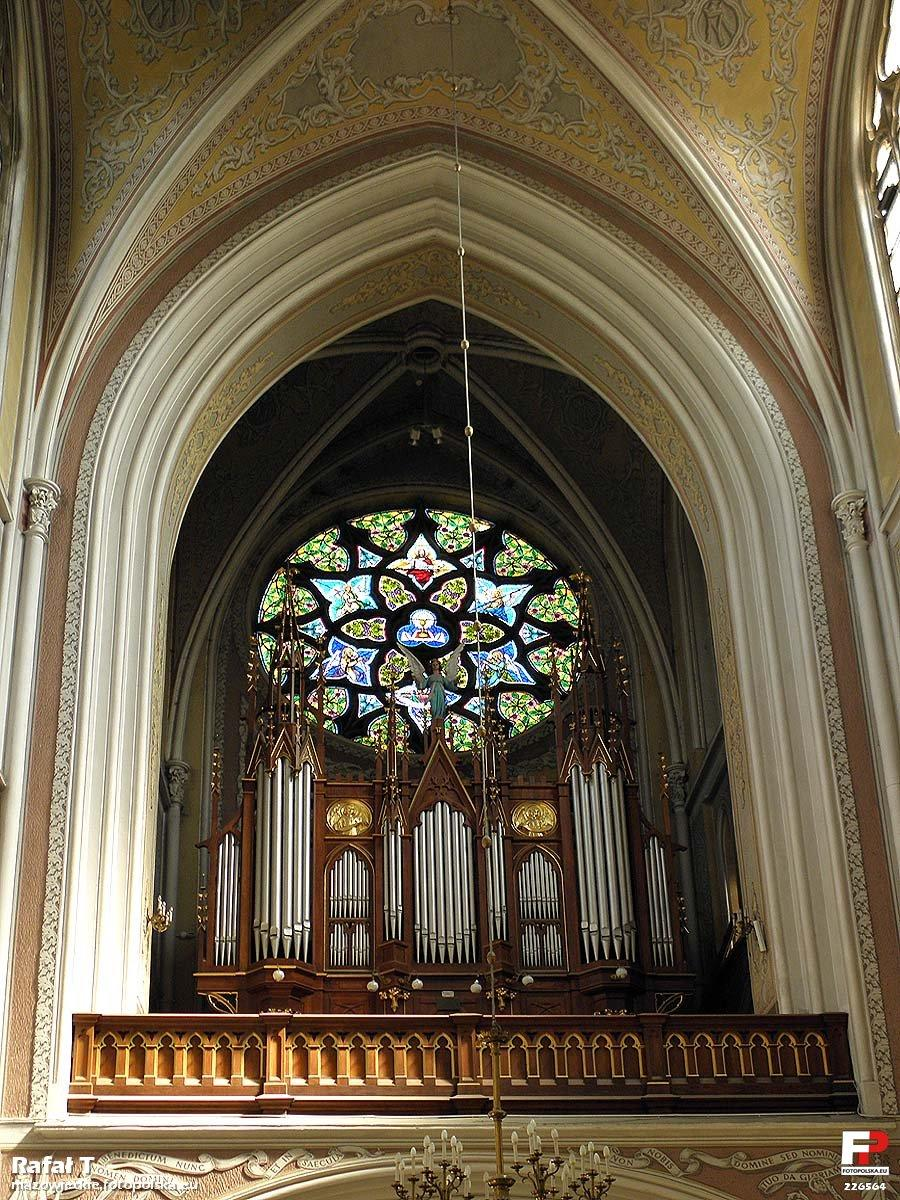
Organy.
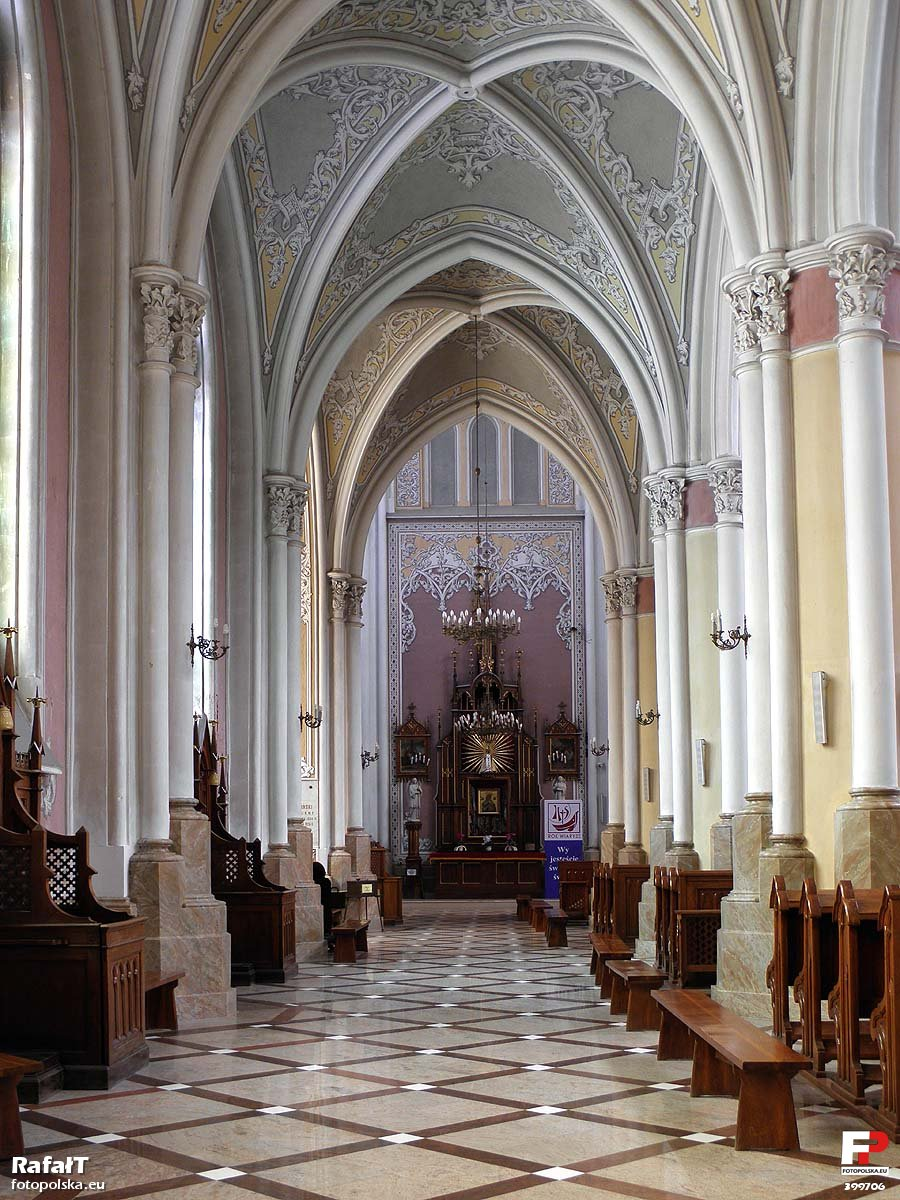
Nawa wschodnia z ołtarzem Matki Bożej Nieustającej Pomocy.
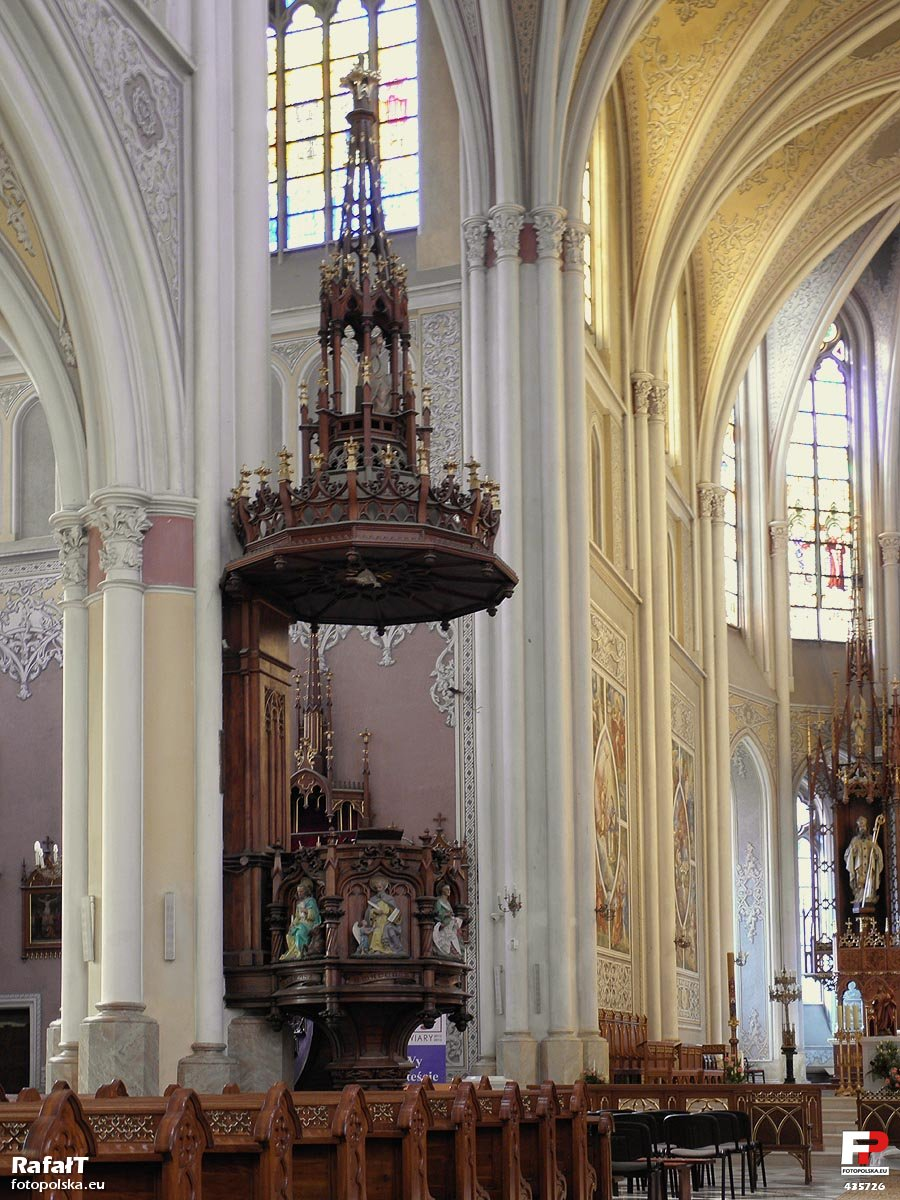
Ambona.
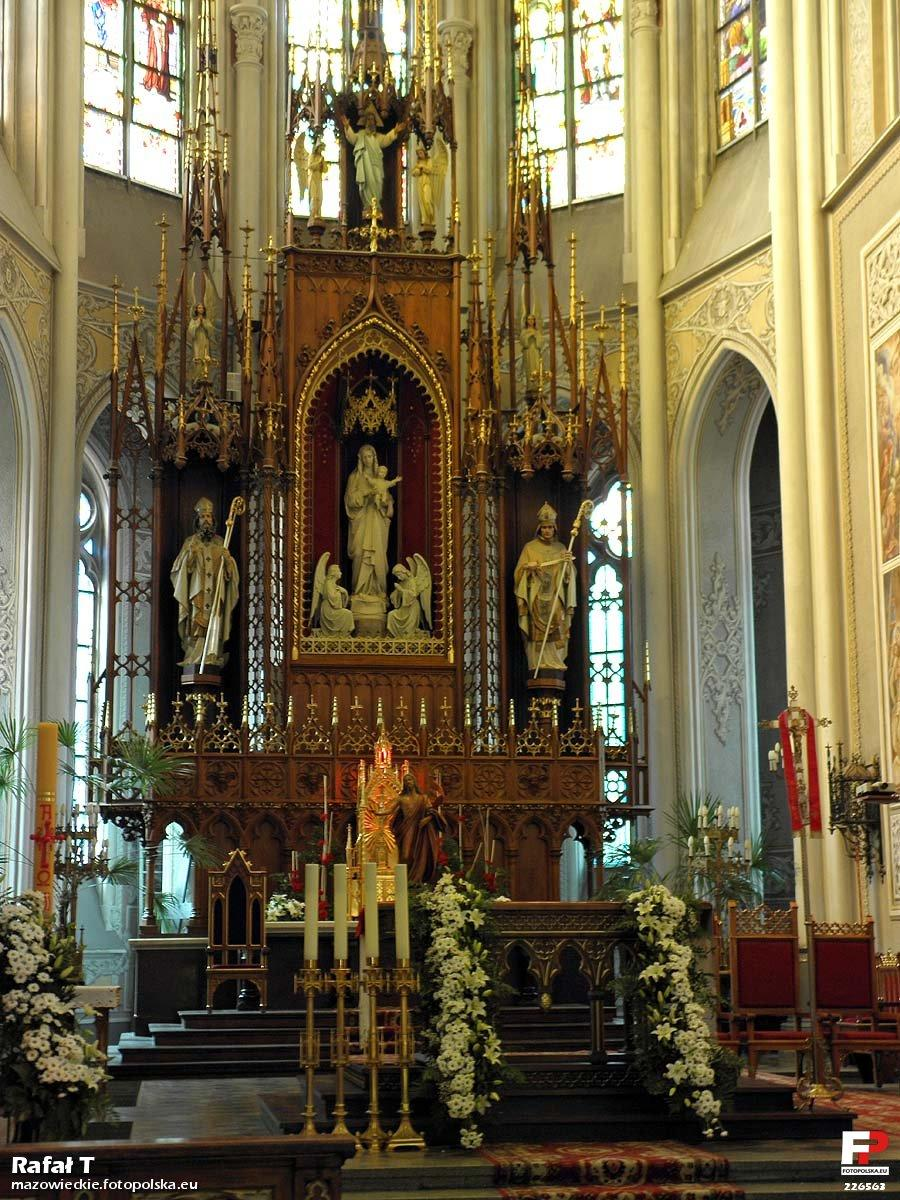
Ołtarz główny.
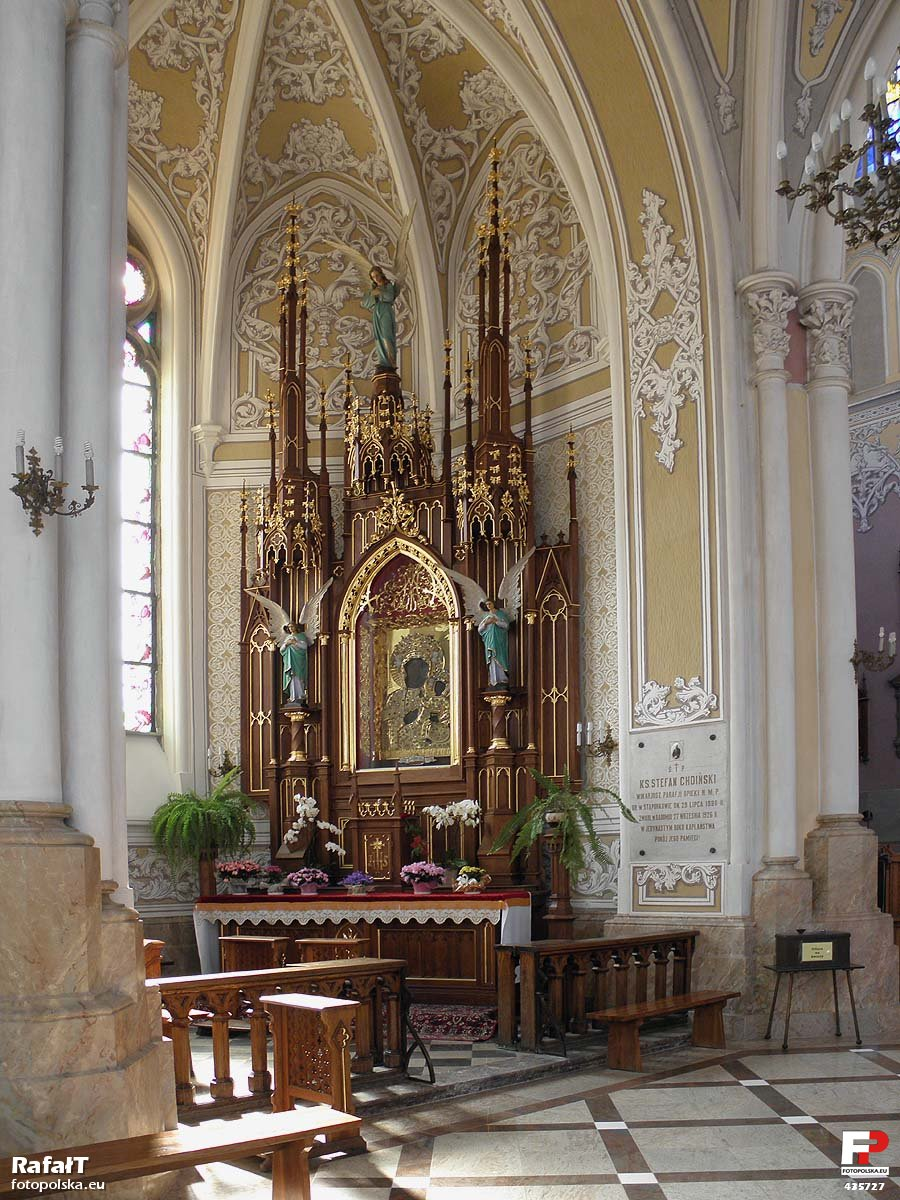
Ołtarz Matki Boskiej Częstochowskiej.
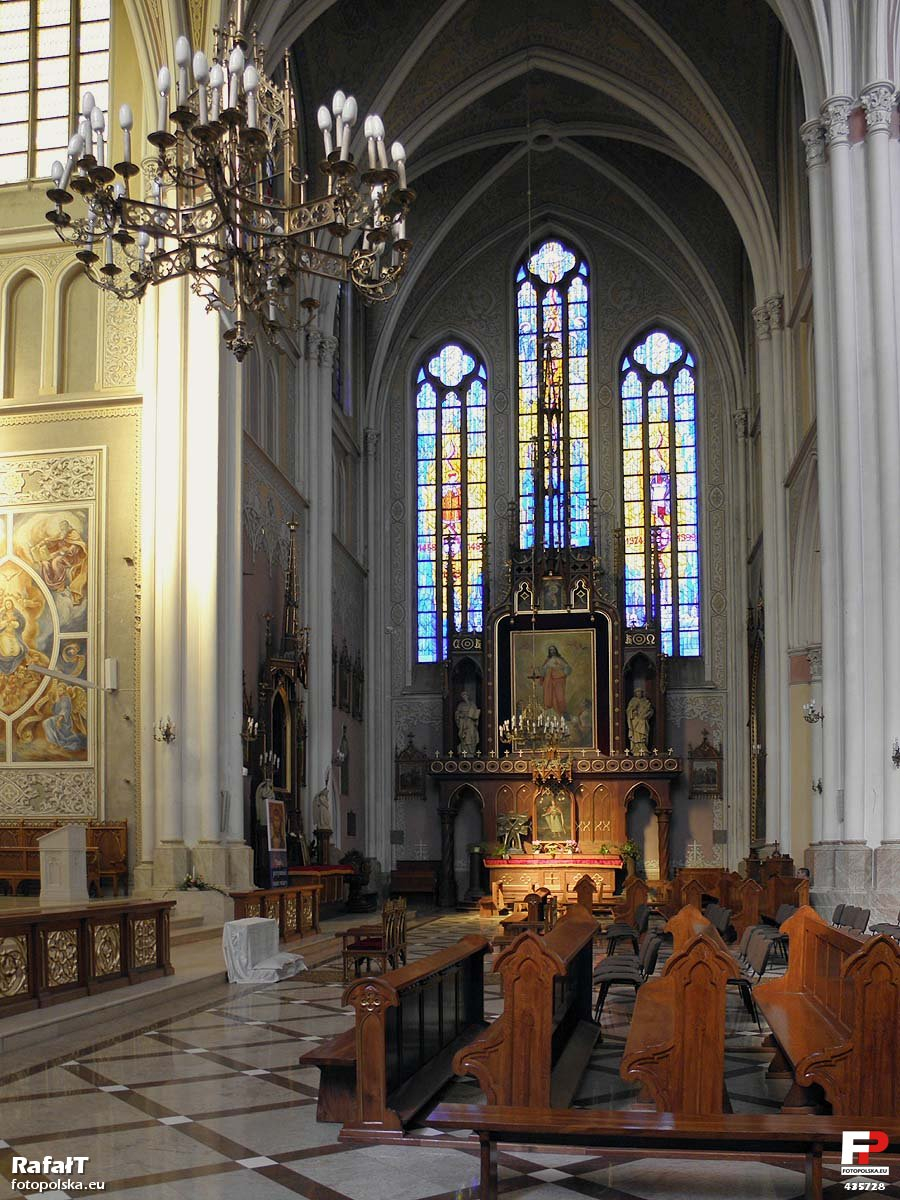
Ołtarz św. Kazimierza Jagiellończyka.